# Барон Чёрстон
Барон Чёрстон из Чёрстон Феррерс и Лаптона в графстве Девоншир — наследственный титул в системе Пэрства Соединенного Королевства. Он был создан 2 августа 1858 года для консервативного политика, сэра Джона Ярда, 3-го баронета (1799—1871). Ранее он представлял Южный Девон в Палате общин Великобритании (1835—1858). Два года спустя, в 1860 году он получил королевскую лицензию на дополнительную фамилию «Буллер». По состоянию на 2024 год носителем титула являлся его потомок, Бенджамин Фрэнсис Энтони Ярд-Буллер, 6-й барон Чёрстон (род. 1974), который стал преемником своего отца в 2023 году.
Титул баронета из Чёрстон Корт в графстве Девоншир (Баронетство Великобритании) был создан 13 января 1790 года для адвоката сэра Фрэнсиса Буллера (1746—1800). Он был сыном политика Джеймса Буллера (1717—1765). Сын 1-го баронета, сэр Фрэнсис Буллер Буллер, 2-й баронет (1767—1833), представлял Тотнес в Палате общин Великобритании (1790—1796). В 1800 году он получил королевское разрешение на фамилию «Ярд». Его преемником стал его старший сын, вышеупомянутый сэр Джон Ярд-Буллер, 3-й баронет (1799—1871), который был возведен в звание пэра в 1858 году.
Бароны Чёрстон находятся в родстве с виконтами Дилхорн. Сэр Эдвард Мэннингхэм-Буллер, 1-й баронет из Дилхорна (1800—1882), третий сын сэра Фрэнсиса Ярда, 2-го баронета из Чёрстон Корта, был прадедом Реджинальда Мэннингхэм-Буллера, 1-го виконта Дилхорна (1905—1980). Джоан Ярд-Буллер (1908—1997), дочь третьего барона Чёрстона, вышла замуж за принца Али Соломона Хана (1911—1960), сына имама исмаилитов Ага-хана III. 5-й барон Чёрстон является первым кузеном нынешнего главы исмаилитов Ага Хана IV.
Семейная резиденция — Yowlestone House, недалеко от города Тивертон в графстве Девоншир.

## Баронеты Ярд-Буллер из Чёрстон-Корта (1790)
- 1790—1800: Сэр Фрэнсис Буллер, 1-й баронет[англ.] (17 марта 1746 — 5 июня 1800), младший (третий) сын политика Джеймса Буллера (1717—1765)[1]
- 1800—1833: Сэр Фрэнсис Буллер-Ярд-Буллер, 2-й баронет (28 сентября 1767 — 17 апреля 1833), второй сын предыдущего[2]
- 1833—1871: Джон Ярд-Буллер, 3-й баронет[англ.] (12 апреля 1799 — 4 сентября 1871), старший сын предыдущего, барон Чёрстон с 1858 года[3].

## Бароны Чёрстон (1858)
- 1858—1871: Джон Ярд-Буллер, 1-й барон Чёрстон[англ.] (12 апреля 1799 — 4 сентября 1871), старший сын сэра Фрэнсиса Буллера Ярда-Буллера[3];
- 1871—1910: Джон Ярд-Буллер, 2-й барон Чёрстон[англ.] (26 октября 1846 — 19 апреля 1910), старший сын достопочтенного Джона Ярда-Буллера (1823—1867), старшего сына 1-го барона Чёрстона[4];
- 1910—1930: Джон Реджинальд Лопес Ярд-Буллер, 3-й барон Чёрстон[англ.] (9 ноября 1873 — 19 апреля 1930), старший сын предыдущего[5];
- 1930—1991: Ричард Фрэнсис Роджер Ярд-Буллер, 4-й барон Чёрстон (12 февраля 1910 — 9 апреля 1991), старший сын предыдущего[6];
- 1991—2023: Джон Фрэнсис Ярд-Буллер, 5-й барон Чёрстон (29 декабря 1934 — 16 февраля 2023), единственный сын предыдущего[7];
- 2023 — настоящее время: Бенджамин Фрэнсис Энтони Ярд-Буллер, 6-й барон Чёрстон (род. 13 сентября 1974), единственный сын предыдущего[8]
  - Наследник титула: достопочтенный Джозеф Фрэнсис Ярд-Буллер (род. 19 февраля 2004), единственный сын предыдущего[9].